# Jan I van Joigny
Jan I van Joigny (circa 1250 - 1283) was van 1261 tot aan zijn dood graaf van Joigny. Hij behoorde tot het huis Joigny.

## Levensloop
Jan I was de oudste zoon van graaf Willem III van Joigny uit diens eerste huwelijk met Agnes, dochter van heer Simon I van Châteauvillain. Na de dood van zijn vader werd hij in het jaar 1261 graaf van Joigny.
In 1266 veroverde Karel van Anjou, broer van koning Lodewijk IX van Frankrijk, het koninkrijk Sicilië. In 1282 brak uit protest tegen diens bewind de opstand van de Siciliaanse Vespers uit, waarbij een groot aantal Fransen werd vermoord. Vervolgens trok een leger van Franse ridders naar Italië om Karel van Anjou te verdedigen en de moorden te wreken. Ook Jan I van Joigny maakte deel uit van dat leger.
Volgens Geoffroy de Coulon werd het leger in 1283 nabij Urbino in een hinderlaag gelokt door de Siciliaanse Vespers, die verstopt zaten in diepe greppels die bedekt waren met takken en aarde. Jan I van Joigny en de andere ridders werden daarbij gedood door de opstandelingen.

## Huwelijk en nakomelingen
Rond 1279 huwde Jan I met Maria, dochter van heer Beraud VIII van Mercœur. Ze kregen minstens drie kinderen:
- Jan II (1280-1324), graaf van Joigny
- Robert (overleden in 1326), bisschop van Chartres
- Isabella (1285-1297), huwde rond 1295 met de toekomstige koning Haakon V van Noorwegen